# Les Schtroumpfs : Dance Party
 (juillet 2022).
La mise en forme du texte ne suit pas les recommandations de Wikipédia : il faut le « wikifier ».
Les points d'amélioration suivants sont les cas les plus fréquents. Le détail des points à revoir est peut-être précisé sur la page de discussion.
- Les titres sont pré-formatés par le logiciel. Ils ne sont ni en capitales, ni en gras.
- Le texte ne doit pas être écrit en capitales (les noms de famille non plus), ni en gras, ni en italique, ni en « petit »…
- Le gras n'est utilisé que pour surligner le titre de l'article dans l'introduction, une seule fois.
- L'italique est rarement utilisé : mots en langue étrangère, titres d'œuvres, noms de bateaux, etc.
- Les citations ne sont pas en italique mais en corps de texte normal. Elles sont entourées par des guillemets français : « et ».
- Les listes à puces sont à éviter, des paragraphes rédigés étant largement préférés. Les tableaux sont à réserver à la présentation de données structurées (résultats, etc.).
- Les appels de note de bas de page (petits chiffres en exposant, introduits par l'outil «  Source ») sont à placer entre la fin de phrase et le point final[comme ça].
- Les liens internes (vers d'autres articles de Wikipédia) sont à choisir avec parcimonie. Créez des liens vers des articles approfondissant le sujet. Les termes génériques sans rapport avec le sujet sont à éviter, ainsi que les répétitions de liens vers un même terme.
- Les liens externes sont à placer uniquement dans une section « Liens externes », à la fin de l'article. Ces liens sont à choisir avec parcimonie suivant les règles définies. Si un lien sert de source à l'article, son insertion dans le texte est à faire par les notes de bas de page.
- La présentation des références doit suivre les conventions bibliographiques. Il est recommandé d'utiliser les modèles {{Ouvrage}}, {{Chapitre}}, {{Article}}, {{Lien web}} et/ou {{Bibliographie}}. Le mode d'édition visuel peut mettre en forme automatiquement les références.
- Insérer une infobox (cadre d'informations à droite) n'est pas obligatoire pour parachever la mise en page.

Pour une aide détaillée, merci de consulter Aide:Wikification.
Si vous pensez que ces points ont été résolus, vous pouvez retirer ce bandeau et améliorer la mise en forme d'un autre article.
Les Schtroumpfs : Dance Party (The Smurfs Dance Party) est un jeu de rythme de danse développé par le studio japonais Land Ho! et publié par Ubisoft pour la Wii. Le jeu est sorti le 19 juillet 2011 en Amérique du Nord, le 29 juillet 2011 en Europe et le 8 septembre 2011 en Australie.

## Système de jeu
Le gameplay est similaire au concept de la franchise de danse Just Dance.

## Liste des titres
La liste des pistes se compose de 25 chansons.
| Titre                                        | Artiste                                                                         | Année |
| -------------------------------------------- | ------------------------------------------------------------------------------- | ----- |
| "Smurfberry-licious"                         | Tom Zehnder                                                                     | 2011  |
| "Go Go Go Get It"                            | Drew Ryan Scott                                                                 | 2011  |
| "More Than a Name"                           | Drew Ryan Scott                                                                 | 2011  |
| "Very Blue Moon"                             | Tom Zehnder                                                                     | 2011  |
| "Gargamel"                                   | Mike Eagle et Tom Zehnder                                                       | 2011  |
| "We Have Us"                                 | Drew Ryan Scott, Lily Howard et Tom Zehnder                                     | 2011  |
| "Everybody Up"                               | Lily Howard                                                                     | 2011  |
| "Welcome to New York"                        | Mike Eagle et Tom Zehnder                                                       | 2011  |
| "Mr. Smurftastic"                            | Justin Bowler                                                                   | 1996  |
| "Living Color"                               | Gigi Abraham                                                                    | 2011  |
| "Like Whoa"                                  | Aly and AJ (reprise par Gigi Abraham)                                           | 2007  |
| "Blame It on the Boogie"                     | Mick Jackson (reprise par Patricia Krebs)                                       | 1978  |
| "The Noisy Smurf"                            | Walmes Steeges                                                                  | 1996  |
| "Smurfs"                                     | The Smurfs (reprise par Patricia Krebs)                                         | 1981  |
| "I Wanna Dance with Somebody (Who Loves Me)" | Whitney Houston (reprise par Patricia Krebs)                                    | 1987  |
| "We Like to Smurf It"                        | Reel 2 Real feat. The Mad Stuntman (reprise par Justin Bowler)                  | 1993  |
| "A Year Without Rain"                        | Selena Gomez & the Scene (reprise par Gigi Abraham)                             | 2010  |
| "Walking on Sunshine"                        | Katrina and the Waves (reprise par Gigi Abraham)                                | 1985  |
| "Who Let the Smurfs Out?"                    | Baha Men (reprise par Tom Zehnder and Brian Ibarra)                             | 2000  |
| "Boom Shack-A-Lak"                           | Apache Indian (reprise par Justin Bowler)                                       | 1993  |
| "Barbara Streisand"                          | Duck Sauce (reprise par Tom Zehnder)                                            | 2010  |
| "Just the Way You Are"                       | Bruno Mars (reprise par Drew Ryan Scott)                                        | 2010  |
| "Smurf This Way"                             | Drew Ryan Scott et Tom Zehnder                                                  | 1975  |
| "Higher"                                     | Taio Cruz feat. Kylie Minogue (reprise par Drew Ryan Scott et David Lee Brandt) | 2011  |
| "One of the Boys"                            | Katy Perry                                                                      | 2008  |

## Accueil
- Jeuxvideo.com : 8/20[2]
- Gamekult : 2/10[3]